# 纳西民族乡
纳西民族乡（藏語：འཇང་པ，威利转写：vjang-ba），是中华人民共和国西藏自治区昌都市芒康县下辖的一个乡镇级行政单位。辖区面积374.88km²。

## 历史
1960年以前，这里曾设立盐井县、盐井宗。

## 行政区划
纳西民族乡下辖以下地区：加达村、上盐井村、角龙村和纳西村。
乡政府驻纳西村。

## 宗教
位于该乡上盐井村的盐井天主堂是西藏自治区境内唯一的天主教教堂。

## 中国传统村落
2012年，上盐井村被评为首批“中国传统村落”。